# Fodbold i Brasilien
Fodbold er i Brasilien den mest populære sport. Brasiliens fodboldlandshold har vundet VM 5 gange, hvilket er rekord. Brasiliansk fodbold kaldes populært for sambafodbold.
| Fodbold | Spire Denne artikel om fodbold er en spire som bør udbygges. Du er velkommen til at hjælpe Wikipedia ved at udvide den. |